# Poma 2000

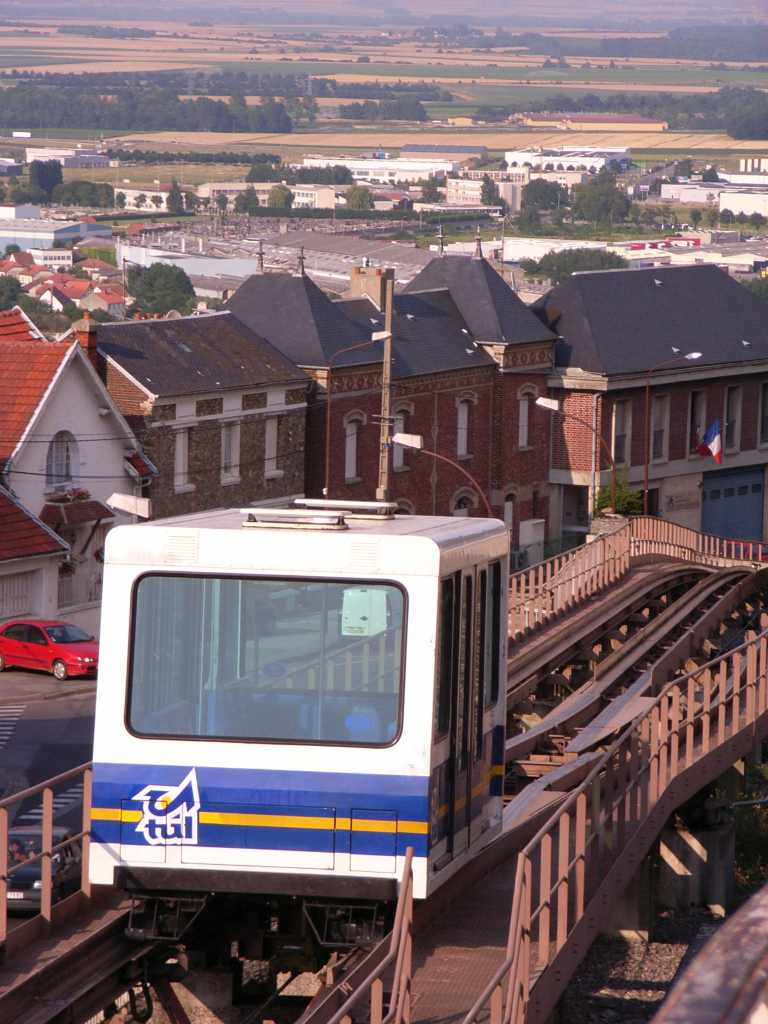
Poma 2000 unterhalb der Bergstation Hôtel de Ville, 2006

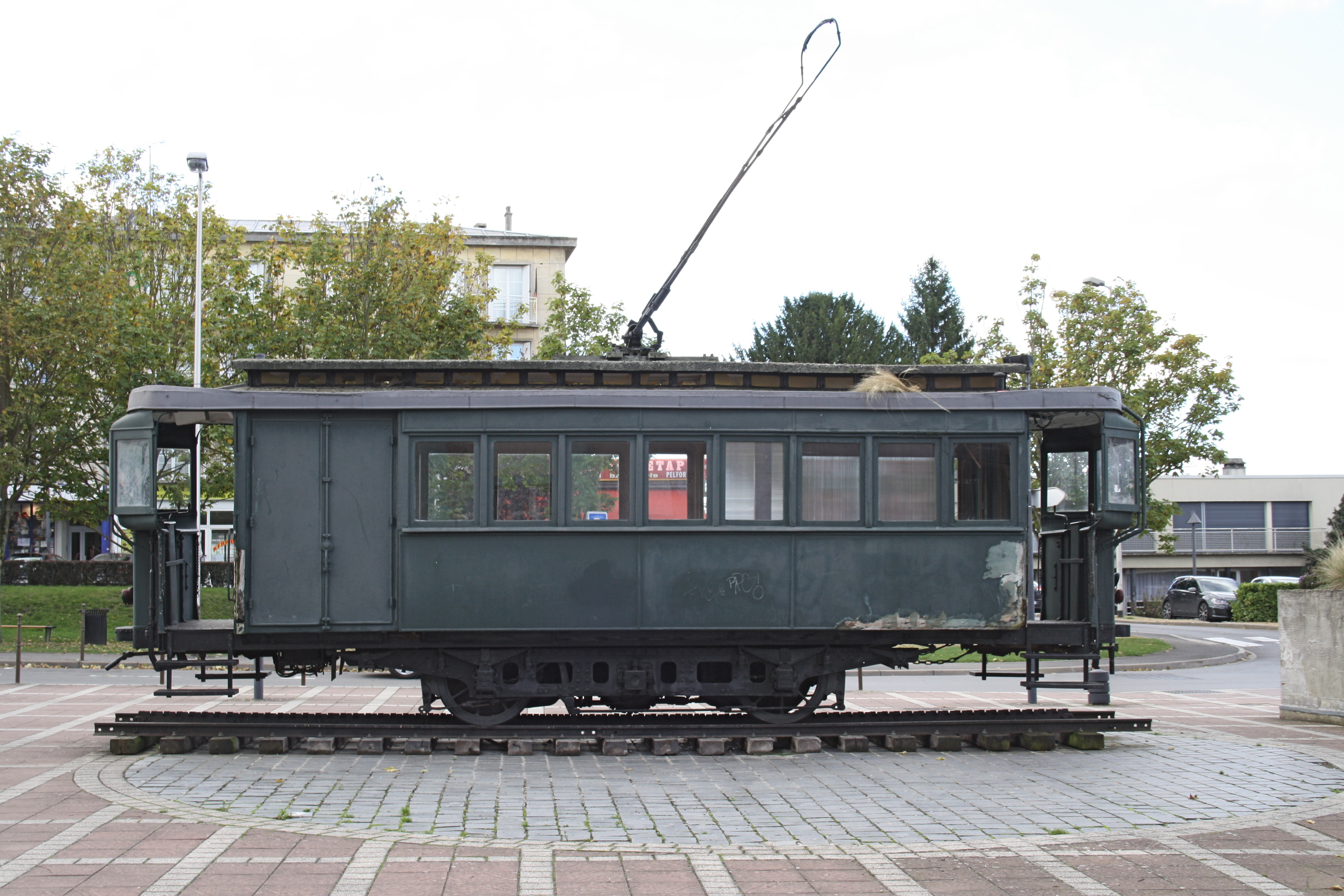
Einer der vier Triebwagen der ehemaligen Straßenbahn auf der Place des Droits de l'Homme

Der Poma 2000 in der nordfranzösischen Stadt Laon war ein führerloses Kabelbahnsystem auf mit Stickstoff gefüllten Gummireifen. Er war von 1989 bis 2016 in Betrieb. Die offizielle Bezeichnung war «Poma 2000 de Laon», vor Ort wurde er umgangssprachlich nur „le Poma“ genannt. Das System verband den in der Ebene gelegenen Bahnhof mit der auf einem Inselberg gelegenen Altstadt, auf knapp 1,5 Kilometer Streckenlänge überwand es einen Höhenunterschied von 100 Meter. Es gab drei Haltestellen: die Talstation Gare („Bahnhof“), die Unterwegsstation Vaux und die Bergstation Hôtel de Ville („Rathaus“). Betreiber war der städtische Verkehrsbetrieb Transports Urbains Laonnois (TUL), der auch den innerstädtischen Busverkehr unterhält.

## Geschichte
Das System wurde am 4. Februar 1989 eröffnet. Es entstand als Nachfolger der Zahnradbahn Tramway de Laon weitgehend auf deren vormaliger Trasse.
Die Zahnradbahn, die zwischen 1899 und 1971 die Altstadt mit dem Bahnhof verbunden hatte, hatte bergwärts im Haftreibungsbetrieb eine maximale Steigung von 13 % zu überwinden. Bei der Talfahrt diente eine zwischen den Schienen befindliche Zahnstange als Betriebsbremse, weshalb der auf der Place des Droits de l'Homme ausgestellte Museumstriebwagen einem „echten“ Zahnradbahnfahrzeug ähnelt. Tatsächlich war er als solches gebaut worden. Nachdem sich herausgestellt hatte, dass die vier Triebwagen die Steigung auch im Adhäsionsbetrieb bewältigen konnten, wurden die Zahnradantriebe wieder entfernt.
Der Poma wurde vom französischen Unternehmen Pomagalski aus Voreppe (bei Grenoble) konstruiert, einem Hersteller von Skiliften und Bergbahnen, der zusammen mit dem Aufzughersteller Otis das Gemeinschaftsunternehmen POMA-OTIS Transportation Systems betreibt.

## System- und Streckenbeschreibung

Streckenverlauf und Stationen

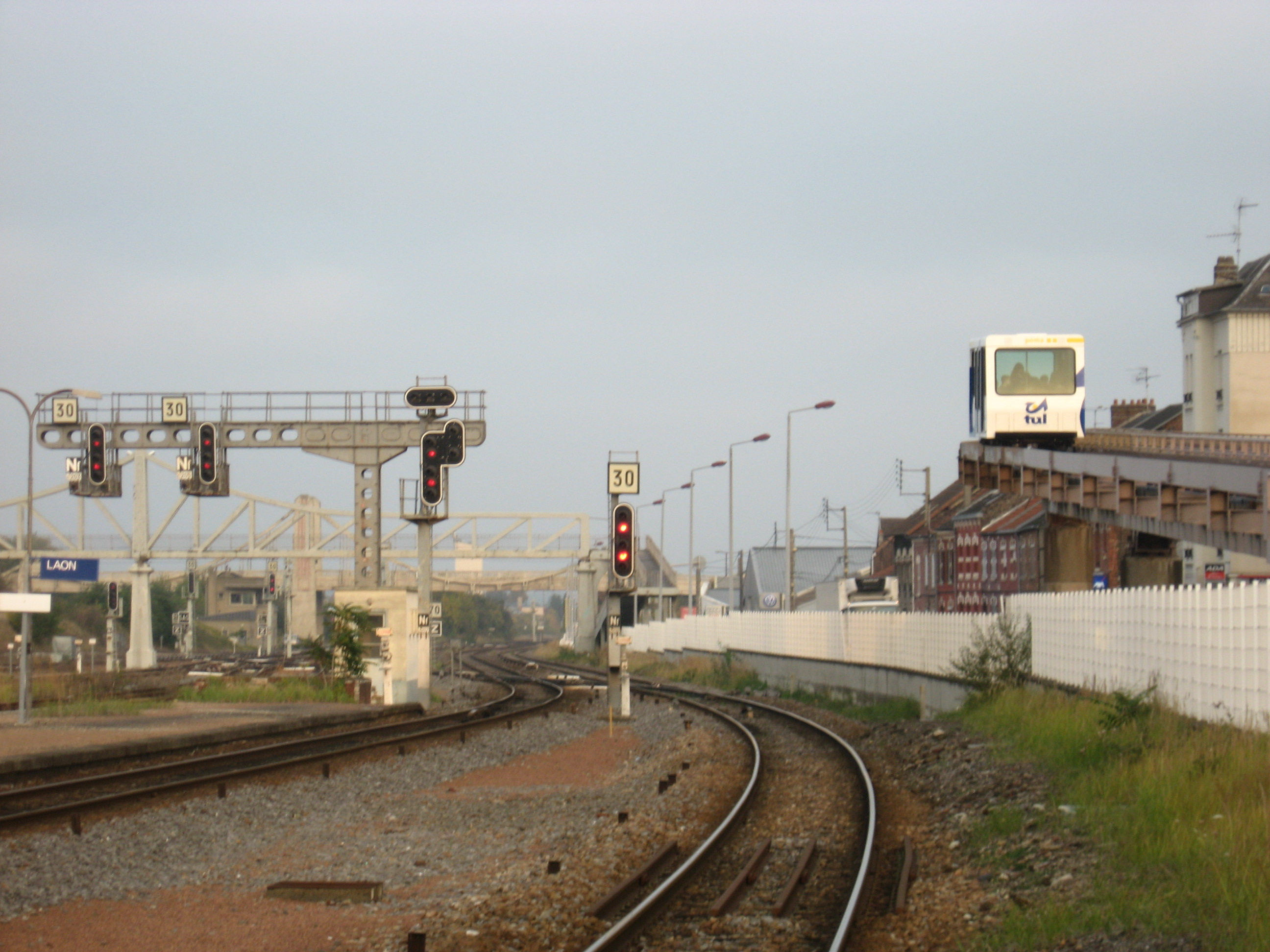
Trasse und Fahrzeug nahe der Talstation am Bahnhof Laon

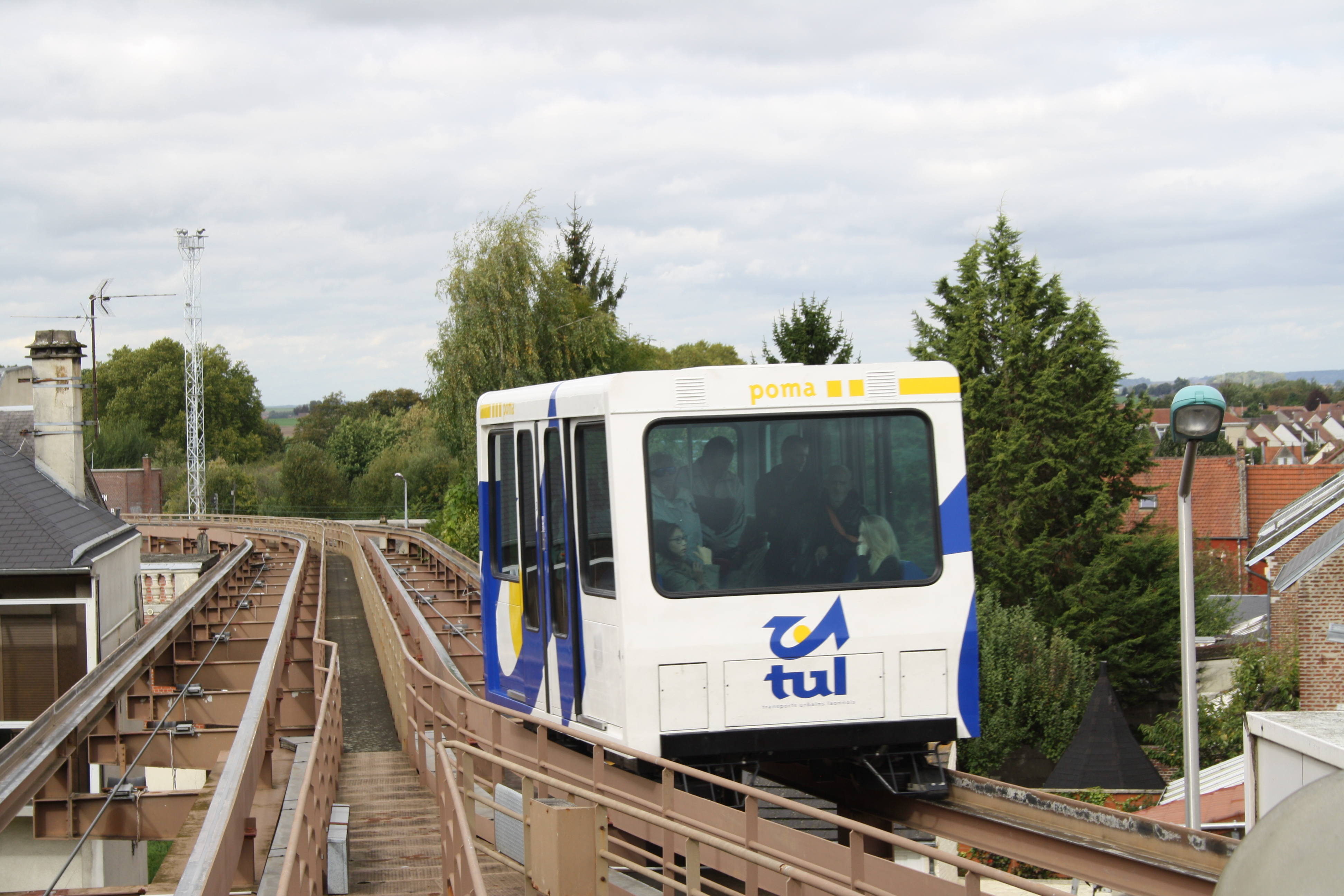
Kabine bei der Einfahrt in die Station Vaux, 2014

Der Poma von Laon wies im Vergleich zu klassischen Standseilbahnen mehrere technische Besonderheiten auf: Anstelle von Stahlrädern liefen die Fahrzeuge auf Gummireifen, die Spurführung erfolgte durch seitliche Begrenzungen der U-förmigen Flachstahl-Fahrspuren. Die Streckenführung hatte die Form eines großen Hufeisens und war dadurch überwiegend kurvig. Die Steigungsverhältnisse waren sehr unausgeglichen, auf dem kürzeren Abschnitt (ca. 1/3 der Strecke) zwischen der Talstation und Vaux war die Strecke mit nur 2 % Steigung verhältnismäßig flach, auf den restlichen 2/3 zwischen Vaux und der Bergstation betrug die Steigung bis zu 13 %. Die Strecke bestand außerhalb der Endhaltestellen aus zwei Fahrbahnen, die in Form einer langgezogenen Gleisverschlingung angelegt und an zwei Stellen (im Bereich der Station Vaux und auf halbem Weg zwischen Vaux und der Bergstation) zu Ausweichen auseinandergezogen waren. Dies resultierte aus dem Umstand, dass der Poma oberhalb der Station Vaux die schmale Trasse der früheren Zahnrad-Straßenbahn nutzte. Im unteren Drittel wurde die Strecke aufgeständert neu angelegt.
Es gab zwei getrennte Antriebsseile für die Streckenabschnitte Talstation – Vaux und Vaux – Bergstation. Dabei handelte es sich um geschlossene Seilringe (Endlosschleifen), die von den Antriebsmotoren, die sich an den Stationen befanden, immer in derselben Richtung bewegt wurden. Die Wagen waren nicht fest mit den Antriebsseilen verbunden, sondern konnten sich (bei Stillstand des Systems) von den Antriebsseilen ab- bzw. ankoppeln und dadurch vom oberen auf den unteren Streckenabschnitt wechseln. Hierdurch konnten planmäßig drei Wagen auf der Strecke eingesetzt werden, wobei sich jeweils zwei im oberen Abschnitt Vaux – Hôtel de Ville befanden und einer im flacheren und kürzeren Abschnitt Vaux – Gare lief. Die einzelnen Wagen befuhren die Strecke dabei jeweils durchgehend. Sie wechselten an der Station Vaux die Antriebsseile, so dass die Fahrgäste nicht umsteigen mussten.

## Fahrzeuge und Betrieb
Der Wagenpark der Bahn umfasste vier Fahrzeuge, wobei üblicherweise wenigstens eines als Ersatzfahrzeug in der Wagenhalle an der Talstation stand. Jedes Fahrzeug hatte 12 Sitz- und 28 Stehplätze. Die Fahrzeit zwischen den Endhaltestellen betrug rund 3½ Minuten. Es wurde zwischen 7 und 19 Uhr, je nach Bedarf, ein 2½- bis 6-Minuten-Takt gefahren. Die Regel war ein 5-Minuten-Takt, bei dem zwei Kabinen, die sich in der Station Vaux begegneten, auf der Strecke waren. Außerhalb dieser Zeiten sowie ganztags an Sonn- und Feiertagen ruhte der Betrieb.
Ende August 2016 wurde der Betrieb aus Kostengründen eingestellt, die letzte Fahrt erfolgte am 29. August. Seitdem ersetzen Omnibusse im 20-Minuten-Takt die bis dahin im 5-Minuten-Takt verkehrende Bahn.

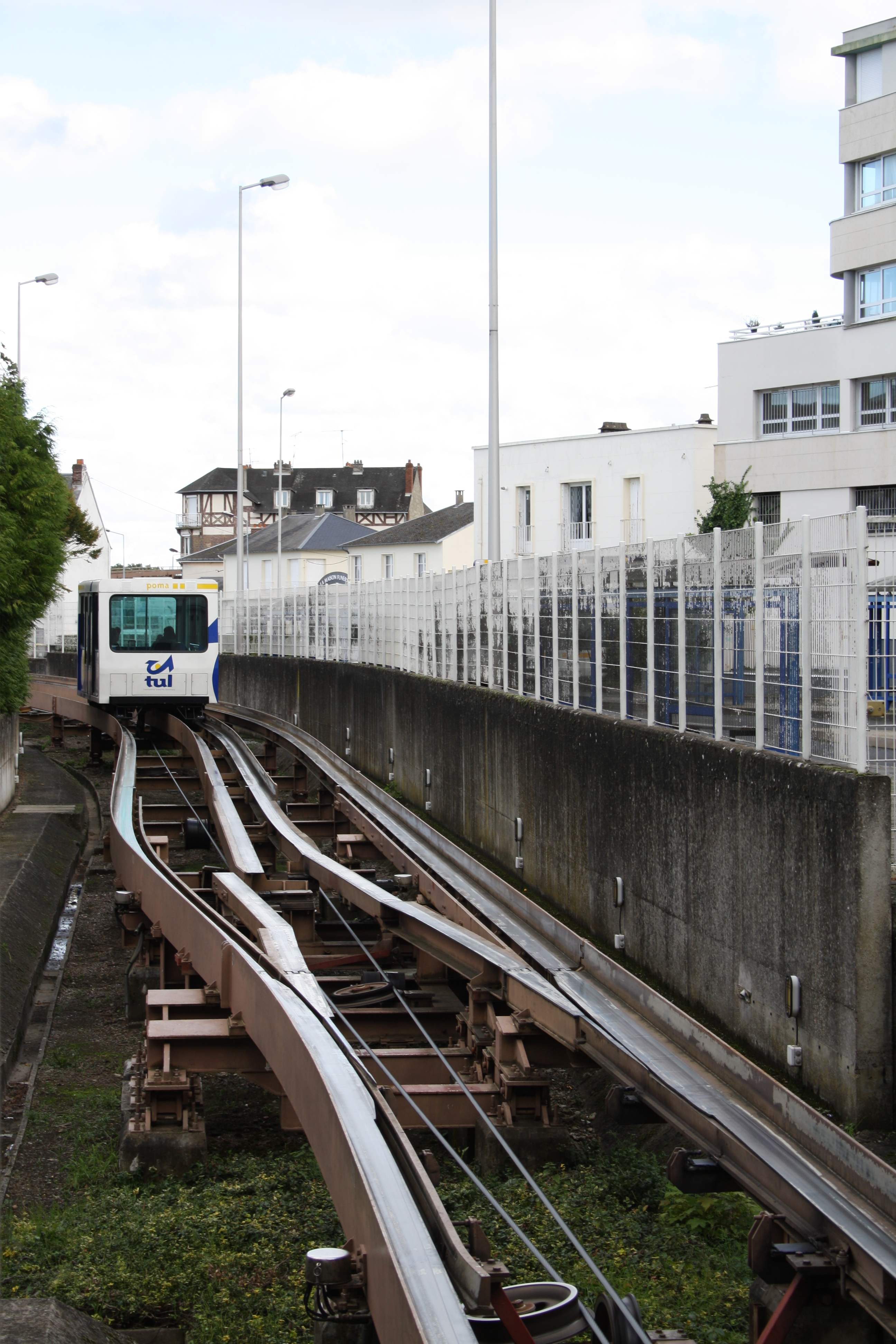
Blick aus der Talstation auf eine ausfahrende Kabine
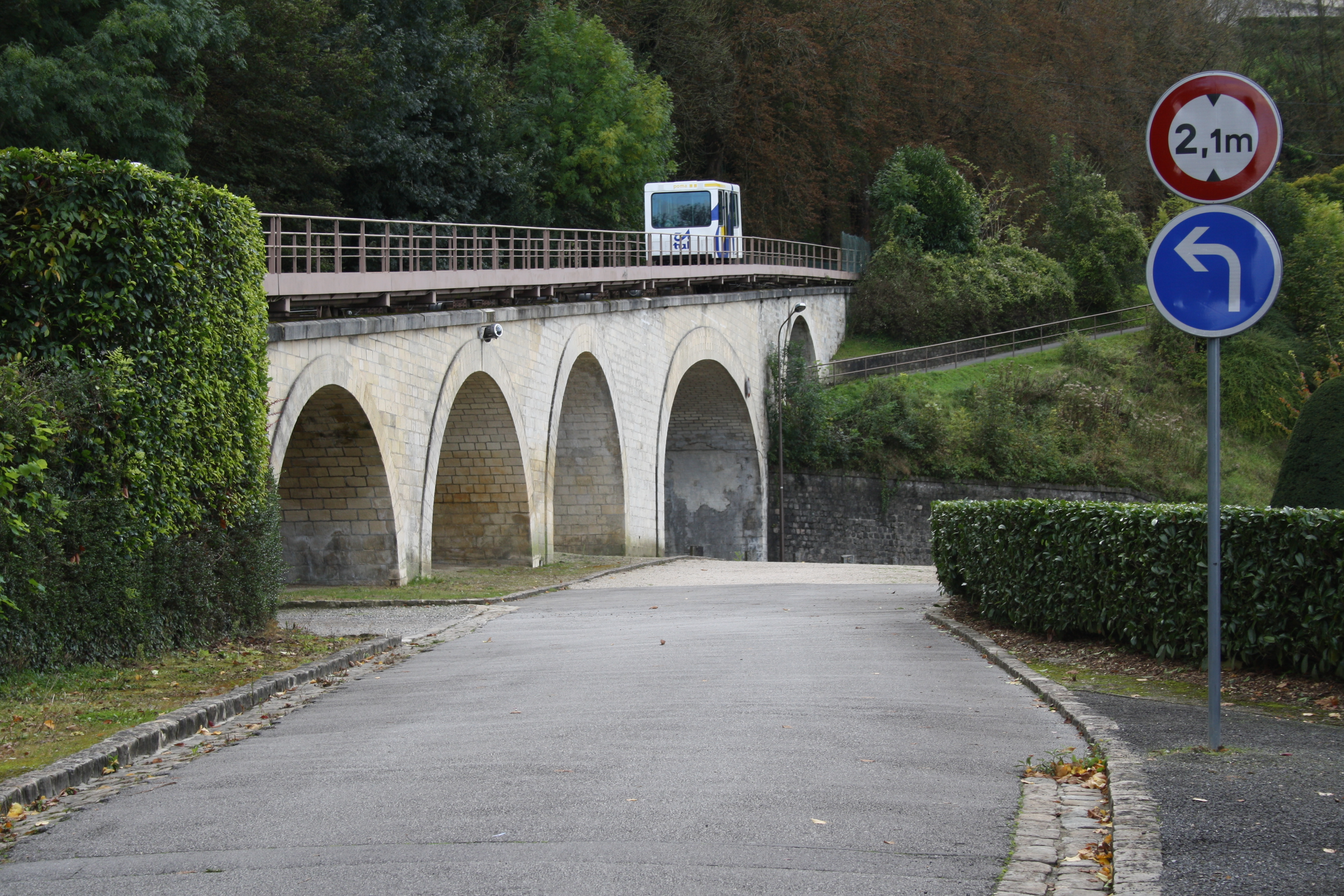
Brücke über die Avenue Gambetta
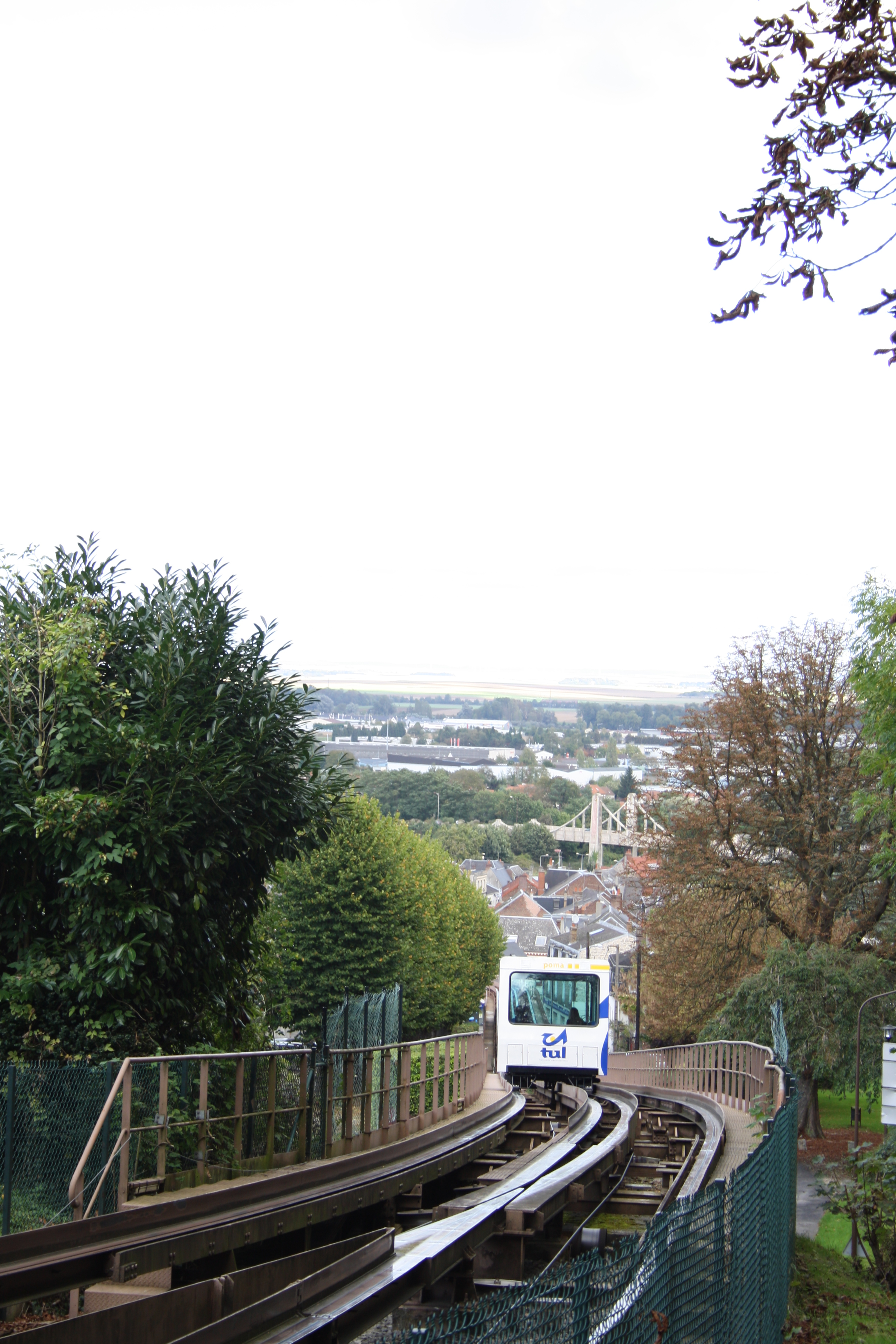
Gleisverschlingung unterhalb der oberen Ausweiche
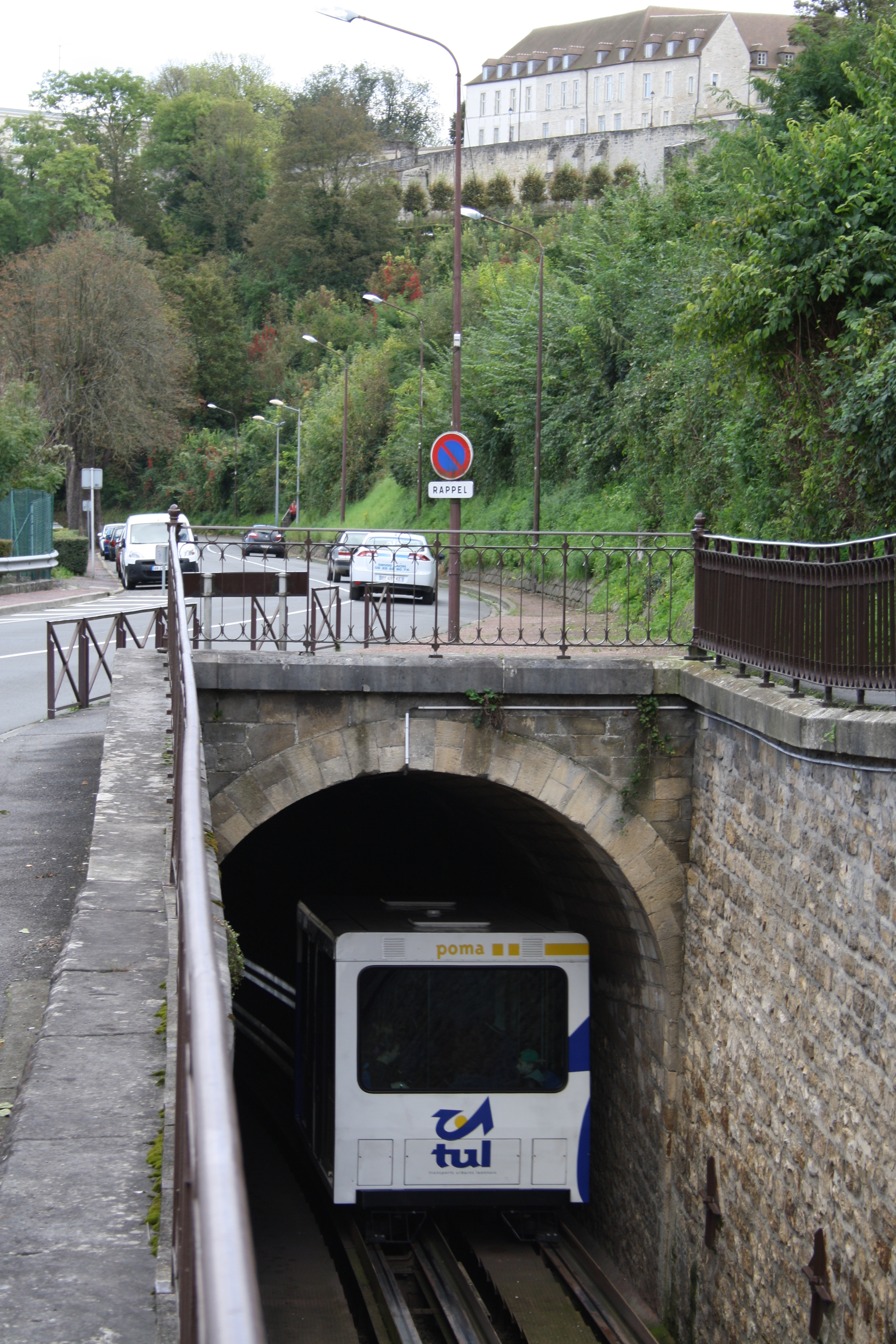
Unterfahrung der Avenue Gambetta
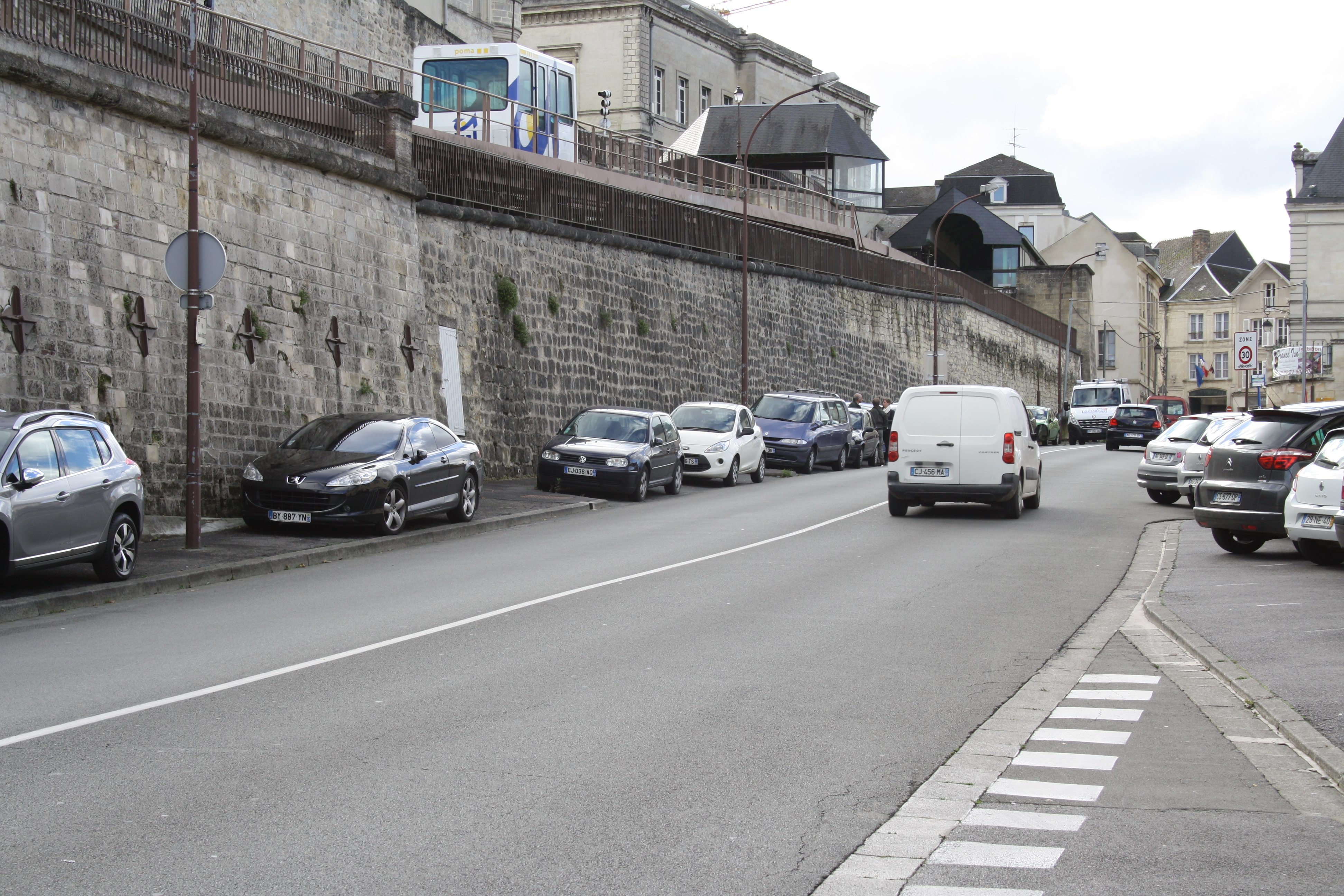
Bergstation Hôtel de Ville